# Vähä-Vittanen
Vähä-Vittanen är en ö i Finland. Den ligger i sjön Vaskivesi och Visuvesi och i kommunen Virdois i den ekonomiska regionen  Övre Birkalands ekonomiska region  och landskapet Birkaland, i den sydvästra delen av landet, 230 km norr om huvudstaden Helsingfors. Öns area är 3,9 hektar och dess största längd är 320 meter i nord-sydlig riktning.